# Kracht (Familienname)
Kracht ist ein deutscher Familienname.

## Namensträger
- Adolf Kracht (1935–2017), deutscher Bankier
- August Kracht (1906–1987), deutscher Journalist und Schriftsteller
- Christian Kracht (Manager) (1921–2011), deutscher Journalist und Verlagsmanager
- Christian Kracht (* 1966), Schweizer Schriftsteller und Journalist
- Dietmar Kracht (1941–1976), deutscher Schauspieler
- Dietrich Kracht (1934–2017), deutscher Journalist
- Egon Kracht (* 1966), niederländischer Jazzmusiker und Komponist
- Ernst Kracht (1890–1983), deutscher Politiker, Oberbürgermeister von Flensburg
- Felix Kracht (1912–2002), deutscher Luftfahrtingenieur
- Friedrich von Kracht (1844–1933), deutscher Generalleutnant
- Friedrich Kracht (1925–2007), deutscher Maler und Grafiker
- Hans-Joachim Kracht (* 1940), deutscher Historiker und Journalist
- Harald Kracht (1927–2018), deutscher Pädagoge
- Hartmut Kracht (* 1957), deutscher Jazzmusiker
- Heinze von Kracht (um 1400–nach 1466), deutscher Kanzler
- Hermann Kracht (1929–2011), deutscher Bildhauer
- Hermann-Josef Große Kracht (* 1962), deutscher Theologe und Hochschullehrer
- Hildebrand von Kracht (1573–1638), deutscher Offizier
- Horst Kracht (1930–2017), deutscher Fußballtrainer
- Hugo Kracht (1870–1953), deutscher Lehrer und Wanderfunktionär
- Jörg Kracht (* 1963), deutscher Fernschachspieler und -funktionär
- Karl Friedrich von Kracht (1776–1856), deutscher Generalleutnant
- Karl Friedrich Erdmann von Kracht (1776–1856), deutscher Generalleutnant
- Klaus Kracht (* 1948), deutscher Japanologe
- Klaus Große Kracht (* 1969), deutscher Historiker und Hochschullehrer
- Konstantin Fjodorowitsch Kracht (1868–1919), russischer Bildhauer
- Louis Kracht (1865–1928), deutscher Kommunalpolitiker
- Marion Kracht (* 1962), deutsche Schauspielerin
- Nicolai Kracht (* 1989), deutscher Volleyballspieler
- Olaf Kracht (* 1963), deutscher Fernsehmoderator
- Paul Kracht (1863–1959), deutscher Leinenfabrikant
- Peter Kracht (1956–2022), deutscher Journalist und Historiker
- Pierre Kracht (* 1986), deutscher Eishockeyspieler
- Thomas Kracht (* 1951), deutscher Kulturwissenschaftler
- Torsten Kracht (* 1967), deutscher Fußballspieler
- Yvonne Kracht (* 1931), niederländische Bildhauerin und Malerin